# Paul Watson (ambientalista)
Paul Watson (Toronto, 2 dicembre 1950) è un attivista e ambientalista canadese con cittadinanza statunitense, fondatore e presidente di Sea Shepherd Conservation Society, un'organizzazione dedita alla difesa e alla conservazione delle risorse e della fauna marina.
Il comandante Watson ha preso parte ad una protesta del Sierra Club contro i test nucleari nel 1969. È stato uno dei soci fondatori di Greenpeace, inizialmente come skipper, e più tardi è divenuto un membro del consiglio. Watson sosteneva una strategia di azione diretta che entrava in netto contrasto con l'interpretazione di nonviolenza di Greenpeace. Per questo motivo venne estromesso dal consiglio nel 1977 e successivamente lasciò l'organizzazione. Nello stesso anno fondò la Sea Shepherd Conservation Society. L'associazione e il suo operato sono oggetto di una famosa serie televisiva, Whale Wars.
Nel 2000 il Time lo definì uno degli eroi dell'ambientalismo del XX secolo, nel 2008 è stato nominato da The Guardian «una delle 50 persone che potrebbero salvare il pianeta» per il lavoro di Sea Shepherd e attualmente risulta uno dei maggiori esponenti del movimento per l'ambiente e per i diritti degli animali nel mondo.

## Biografia
Watson è nato a Toronto nel 1950 da Anthony Joseph Watson e Annamarie Larsen ed è cresciuto a St Andrews nel Nuovo Brunswick. Tra il 1968 e primi anni del 1970, si unì alla Guardia Costiera del Canada, dove ha prestato servizio a bordo di navi di ricerca e hovercraft di soccorso. Nel 1969 firmò un contratto come marinaio con il consolato norvegese a Vancouver e venne spedito sulla Bris, una nave da 35 000 tonnellate, dove svolse mansioni sotto coperta.
Watson è bipolide, avendo sia la cittadinanza canadese che quella statunitense.

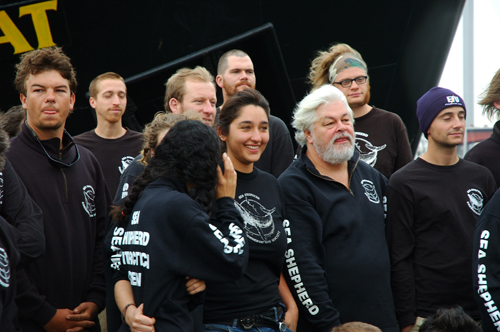
Il comandante Watson con il suo equipaggio.

### I primi anni
Nell'ottobre 1969, Watson ha aderito ad una protesta del Sierra Club contro i test nucleari sull'isola di Amchitka. Il gruppo che si è costituito a seguito della protesta fu la Don't Make a Wave Committee, che si è evoluta nel gruppo conosciuto oggi come Greenpeace. Watson ha navigato come un membro dell'equipaggio a bordo della Greenpeace Too! nel 1971 e fu skipper della Astral nel 1972. Paul Watson ha continuato a militare come membro dell'equipaggio, skipper e responsabile di Greenpeace per diversi anni in tutta la metà degli anni 1970. Secondo Watson, nel giugno del 1975, durante una campagna di Greenpeace per combattere la caccia alle balene dell'Unione Sovietica, si è verificato un incidente che ha cambiato la sua vita.
Infatti all'epoca Watson era primo ufficiale sulla nave Greenpeace, al comando di John Cormack, che cercava di contrastare la flotta baleniera sovietica. Watson e Hunter (altro membro dell'equipaggio) in una spericolata azione a bordo di un gommone, si misero tra l'arpione della baleniera sovietica e una balena che stava per essere colpita, rischiando così la loro stessa vita. Malgrado ciò non fu possibile salvare la balena, ma da quel momento Watson decise di dedicare la sua vita alla difesa delle balene e di tutte le altre creature marine. Nel 1977 Watson lasciò Greenpeace con dichiarazioni polemiche nei confronti di quest'ultima quali: «Greenpeace è diventato un grande carrozzone burocratico. Non è più come prima. Dovrebbe concentrarsi sui problemi per cui ha iniziato a lottare.» e fondò un'altra organizzazione, la Sea Shepherd Conservation Society.

### Sea Shepherd Conservation Society
La prima nave di Sea Shepherd, la Sea Shepherd, è stata acquistata nel dicembre del 1978 con il sostegno del Fund for Animals. Sea Shepherd si è presto affermata come uno dei gruppi ambientalisti più controversi, noto per le strategie provocatorie e per l'azione diretta. Queste strategie includono il lancio di oggetti sui ponti delle navi baleniere, quali bombe all'acido butirrico (prodotto innocuo ma dall'odore nauseabondo), l'uso di cime "blocca eliche", nel tentativo di sabotare le navi e l'affondamento di due baleniere in un porto islandese, tuttavia queste azioni vengono condotte con l'obbligo di non provocare danni o ferite agli equipaggi. Watson rimane il leader di Sea Shepherd ed utilizza il titolo di captain (comandante) in riferimento al suo ruolo nell'organizzazione. L'organizzazione e le sue attività per fermare la caccia alle balene sono al centro di una serie TV, Whale Wars, in onda su Animal Planet.

### Altre attività
Watson e il suo equipaggio distruggono sistematicamente chilometri di reti da pesca derivanti e combattono anche contro la caccia alle foche.
Nell'Aprile 2003 Watson venne eletto nel direttivo della US-Naturschutzorganisation Sierra Club, dove egli volle introdurre i temi della crescita incontrollata della popolazione mondiale, dell'immigrazione e del vegetarianismo. Tuttavia queste sue iniziative non vennero accolte favorevolmente e per protesta contro il comportamento del direttivo in riferimento alla caccia e pesca indiscriminata, egli rassegnò le dimissioni nell'aprile 2006.

### Colpi di arma da fuoco
Il 7 marzo 2008 Watson dichiarò di essere stato colpito da proiettili di arma da fuoco sparati da parte dell'equipaggio della baleniera giapponese Nisshin Maru, durante un'azione di disturbo nelle acque antartiche. La pallottola che colpì Watson fu fermata dal suo giubbotto antiproiettile. Un altro componente dell'equipaggio fu colpito da un razzo di segnalazione. L'incidente venne filmato e mandato in onda nella serie televisiva Whale Wars nel quale Watson mostra il giubbotto e la pallottola. Le autorità giapponesi respinsero comunque questa versione, dichiarando in un primo momento che gli equipaggi delle baleniere non dispongono di armi da fuoco, ma poi asserendo che in quell'occasione furono sparate pallottole di gomma e razzi di segnalazione, che producono solo rumore e lampi, non in grado di provocare ferite.

### Accuse, condanne e arresto
Watson venne messo sotto accusa nel 1993 in Canada a causa delle sue azioni contro pescherecci cubani e spagnoli davanti alle coste di Terranova. Nel 1997 venne accusato dal governo norvegese di aver cercato di affondare il peschereccio Nybrænna, ricevendo una condanna a 120 giorni di carcere. Tuttavia le autorità olandesi (dove egli si trovava) si rifiutarono di consegnare Watson alle autorità norvegesi. Nel giugno 2010, per richiesta del governo giapponese, fu incaricata l'Interpol di assumere informazioni circa l'attività e le zone di permanenza di Watson (la cosiddetta: blue notice). La red notice, richiesta anche dal Giappone e che prevede anche l'arresto dell'individuo, non fu accolta.
Il 12 maggio 2012 Watson venne arrestato a Francoforte sul Meno. La polizia tedesca ha affermato che il mandato per l'arresto è stato spiccato in risposta a una presunta violazione del traffico navale in Costa Rica. Il presunto reato avvenne durante la registrazione del documentario Sharkwaters nel 2002, su un'operazione illegale di caccia agli squali per prelevarne le pinne (shark finning), compiuta dalla barca costaricana Varadero. Su ordine delle autorità guatemalteche Sea Shepherd ordinò all'equipaggio del Varadero di cessare l'attività e di rientrare in porto per rispondere del reato. Mentre Sea Shepherd stava scortando la Varadero verso il porto, sono state cambiate le carte in tavola e una nave armata del Guatemala è stata inviata a intercettare l'equipaggio del Sea Shepherd. L'equipaggio della Varadero ha accusato Sea Shepherd di aver tentato di uccidere i componenti dell'equipaggio stesso, mentre sembrerebbe che le prove video in possesso di Sea Shepherd dimostrino che questo non risponde a verità. Per evitare la nave armata del Guatemala, Sea Shepherd ha poi fatto rotta per la Costa Rica, ove scoprì altre attività illegali come l'utilizzo di edifici industriali per far essiccare migliaia di pinne di squalo.
Il 23 maggio 2012 Watson venne liberato sotto il pagamento di una cauzione di 250 000 euro (pagati dall'attore Pierce Brosnan) e grazie alle numerose mail e lettere di protesta provenienti da cittadini di tutto il mondo. Watson, però, non poteva ancora lasciare la Germania e rischiava comunque l'estradizione in Costa Rica.
Il 22 luglio 2012 si apprende dalla stampa tedesca che Watson non avrebbe mai rispettato l'obbligo di firma presso gli organi competenti e che da qualche tempo si fosse reso irreperibile. Secondo la dichiarazione del suo avvocato, Watson avrebbe lasciato la Germania per destinazione ignota, soprattutto per paura di essere estradato in Costa Rica ed essere così sottoposto a dure condizioni di prigionia. Il 25 luglio l'avvocato confermò che il suo assistito aveva lasciato la Germania, sostenendo: «Abbiamo ragione di credere, sulla base di fonti affidabili che, una volta in Costa Rica, il governo giapponese avrebbe chiesto l'estradizione del comandante Watson in Giappone, per rispondere delle accuse riguardanti le azioni di opposizione alle proprie attività illegali di baleneria nel Santuario delle Balene nell'Oceano Antartico».
Dopo essere stato in mare per 15 mesi è rientrato a Los Angeles a fine ottobre 2013, passando la dogana senza essere arrestato: egli è comparso di fronte alla Corte d'Appello degli Stati Uniti il 6 novembre 2013, sostenendo che né lui né la Sea Shepherd nel 2012 hanno violato un ordine di abbandonare le baleniere. Sebbene gli Stati Uniti siano membri firmatari dell'Interpol, Watson non è stato incarcerato in attesa di estradarlo nella Costa Rica o in Giappone. Egli viveva nel Vermont, scrivendo libri. Risiede a Parigi dal luglio 2014. Il 21 luglio 2024 è stato arrestato in Groenlandia dalle autorità danesi a causa dell'avviso rosso emesso dal Giappone contro di lui nel 2012. Il suo arresto è stato annunciato da Sea Shepherd. L'organizzazione critica questa decisione, sostenendo che "dopo essere stato pubblicato online per anni, l'avviso era recentemente scomparso dal sito dell'Interpol, inducendo Paul Watson e i suoi avvocati a credere che ormai fosse libero di muoversi".

## Matrimoni e figli
Watson ha una figlia, nata dalla prima moglie, Starlet Lum, attivista di Greenpeace, nel 1980. La seconda moglie, Lisa Distefano, è un'ex modella di Playboy, successivamente coinvolta in Sea Shepherd. La terza moglie è anche lei attivista di Sea Shepherd. Nel 2015 si è sposato per la quarta volta con la russa Yana Rusinovich, più giovane di lui di 31 anni.